# Mutilated Lips
Mutilated Lips är en låt av det amerikanska alternativ rock-bandet Ween. Låten släpptes som den första  singeln från albumet The Mollusk släppt 1997. Som i många andra Ween-låtar är Gene Weens röst ändrad med hjälp av effekter.
Texten från "Mutilated Lips" handlar om hur droger som till exempel LSD gör en galen.
Ween har spelat låten live över 200 gånger.